# Vorwerk (Waltersdorf)
Vorwerk ist ein bewohnter Gemeindeteil des Ortsteils Waltersdorf der Gemeinde Schönefeld im Landkreis Dahme-Spreewald in Brandenburg.

## Geographische Lage
Der Gemeindeteil liegt nordöstlich des Zentrums und grenzt dort im Norden an die Landesgrenze des Landes Berlin. Nordöstlich liegen die weiteren Gemeindeteile Siedlung Waltersdorf und Siedlung Hubertus. Südlich liegt, durch die Flutgrabenaue Waltersdorf getrennt, die Siedlung Schulzendorf. Der größte Teil der Gemarkung wird landwirtschaftlich genutzt.

## Geschichte
Im Jahr 1700 entstand in der Waltersdorfer Heide eine Meierei, die 1719 „vor der Heyde“ erstmals als Zubehör zum Gut Waltersdorf urkundlich erwähnt wurde. Im Jahr 1743 erschien die Meierei erneut, „einzeln gelegen, außerhalb von Waltersdorf“. Im Jahr 1801 lebten dort 14 Personen. Es gab zwei Einlieger und zwei Feuerstellen (=Haushalte). Ab 1858 wurde die Siedlung als Vorwerk geführt; zu dieser Zeit lebten 27 Menschen dort.
Vorwerk ist seit 1928 ein Teil der Gemeinde Waltersdorf und wurde seit 1957 als Wohnplatz, ab 1973 als Ortsteil geführt.

## Wappen

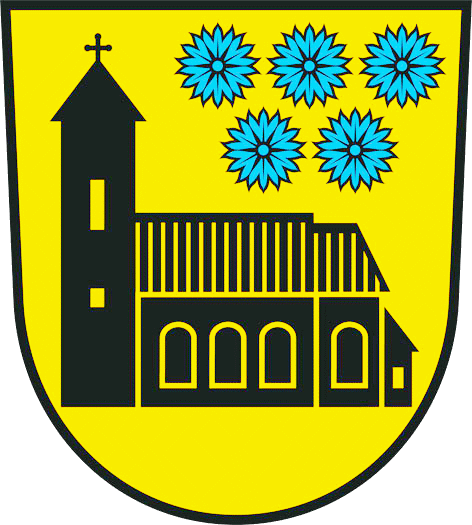
Wappen von Waltersdorf

Der Gemeindeteile führt zwar kein eigenes Wappen, wird aber im Wappen der Gemeinde Waltersdorf durch eine der fünf Kornblumen symbolisiert. Die Gemeinde will damit indirekt auf „die Landwirtschaft als die historische Haupterwerbsquelle der Waltersdorfer“ hinweisen.

## Wirtschaft, Verkehr und Infrastruktur
Im Ort arbeiten mehrere Parkdienstleister, die Transferverbindungen zum Flughafen Berlin Brandenburg anbieten. Außerdem gibt es eine Pferderanch mit Ponyhof. Über die Buslinie 263 in Waltersdorf besteht in ca. 1,5 km Entfernung eine Anbindung an den ÖPNV. Über die Straße Vorwerk besteht nach Westen eine Verbindung zum Apfelweg, der wiederum auf die Bundesstraße 179 führt. Die Straße führt weiterhin nach Nordosten zur Siedlung Hubertus und nach Süden in das Naturschutzgebiet.